# Невилл, Ранульф, 1-й барон Невилл из Рэби
Ра́нульф (Ральф, Ра́ндольф) де Не́вилл (англ. Ranulf [Ralph, Randolph] de Neville; 8 октября 1262 — ок. 18 апреля 1331) — лорд Рэби с 1282 года, 1-й барон Невилл из Рэби с 1295 года, сын Роберта (II) де Невилла и Мэри Фиц-Рандульф.

## Происхождение
Ральф происходил из знатного английского рода Невиллов. Существовало 2 рода Невиллов, связанных родством по женской линии. Первый род Невиллов имел нормандское происхождение; его представители перебрались в Англию во время Нормандского завоевания. К XIII веку существовало несколько ветвей семьи, представители которой имели владения в Линкольншире. Наиболее заметными стали 2 ветви, которые благодаря удачным бракам получили владения за пределами Линкольншира. Раньше других приобрели известность Невиллы из Эссекса; эта ветвь угасла в середине XIV века.
Второй род Невиллов происходил от аристократов, имевших владения в Дареме в Северной Англии. У них могли быть англосаксонские и, возможно, шотландские корни. Согласно поздним генеалогиям, Дольфин Фиц-Утред, первый достоверно известных предок рода, возможно, был потомком Кринана, основателя Данкельдской династии — королей Шотландии. В 1131 году он получил имение Стейндроп (ранее Стейнторп) в графстве Дарем, которое оставалось центром семейных владений до 1569 года.
Внук Дольфина, Роберт Фиц-Малдред, женился на Изабелле Невилл. Она была дочерью Джеффри (VI) де Невилла из Беррета, который благодаря браку с Эммой де Балмер получил поместья Балмеров в Йоркшире и Дареме. Единственный сын Джеффри детей не оставил, благодаря чему в 1226 году его земли были унаследованы Изабеллой и Робертом. Их сын Джеффри (VII) взял фамилию матери (Невилл). В состав унаследованных им от матери владений входили замки Брансепет, Шериф Хаттон и Рэби. По названию последнего этот род называли Невиллами из Рэби. Эти владения вместе с наследством, полученным от отца, стали основой для власти Невиллов в Северной Англии. Кроме того, Невиллы из Рэби унаследовали земельные владения Джеффри (VI) Невилла в Линкольншире. Роберт I де Невилл, сын Джеффри (VII), владел в Линкольншире поместьями Беррет (2/3 которого тот держал от графа Линкольна и 1/3 — от епископа Линкольна), Рэнби (от епископа Линкольна) и Миддл Расен.
Сыном Роберта I был умерший раньше отца (в 1271 году) Роберт II де Невилл. Он был женат на Мэри Фиц-Рандульф, принадлежавшей к знатному роду бретонского происхождения, потомков Рибальда, незаконнорождённого сына бретонского герцога Эда I де Пентьевра. Их сыном был Ранульф, унаследовавший в 1282 году от деда владения Невиллов в Северной Англии. От матери же, умершей в 1320 году, он получил баронию Мидлэм в Уэнследейле (Йоркшир).

## Биография
Ранульф родился 8 октября 1262 года. Оммаж за унаследованные от деда владения, центром которых было поместье Стейндроп в графстве Дарем, он принёс после наступления совершеннолетия — 11 января 1284 года. 24 июня 1295 года Ранульф был впервые вызван в английский парламент как 1-й барон Невилл из Рэби.
Ранульф не очень часто попадал в поле зрения хронистов. В 1303 году он возглавлял делегацию, целью которой было доложить королю о недовольстве жителей Дарема епископом. В 1313 году Ранульфа признали виновным в инцесте с дочерью — леди де Фоконберг. В 1325 году он занимал должность хранителя мира (англ. Keeper of the Peace).
Ранульф систематически вызывался на заседания английского парламента (последний раз — 18 января 1331 года). Также он принимал участие в конфликтах Эдуарда I и Эдуарда II против Шотландии.
Ранульф умер около 18 апреля 1331 года. Поскольку старший сын, Роберт де Невилл из Мидлхэма, известный под прозвищем «Павлин Севера» (англ. Peacock of the North), погиб бездетным в 1318 году, Ранульфу наследовал второй сын, Ральф де Невилл.

## Брак и дети
1-я жена: с 1282 (Уоркворт, Нортамберленд) Евфемия де Клеверинг (ок. 1267—1329), дочь Роберта де Клеверинга, 5-го барона Уорквота и Клеверинга, и Маргарет де Ла Зуш. Дети:
- Джоан де Невилл (ок. 1283 — ?)
- Анастасия де Невилл; муж: сэр Уолтер де Фокомберг (1264 — 24 июня 1314)
- сэр Роберт де Невилл «Павлин Севера» (ок. 1287 — июнь 1219), лорд Мидлэма
- Ида де Невилл (ок. 1289 — ?)
- Ральф де Невилл (ок. 1291 — 5 августа 1367), 2-й барон Невилл из Рэби с 1331
- Евфемия де Невилл (ок. 1291 — ?)
- сэр Александр де Невилл (1292/1300 — 15 марта 1367)
- Джон де Невилл (до 1301 — 19 июля 1333)
- Мэри де Невилл (ок. 1301 — ?)
- Уильям де Невилл (ок. 1303 — ?)
- Маргарет де Невилл (ок. 1305 — ?)
- Томас де Невилл (ок. 1306 — до июня 1349)
- Эвелин де Невилл (ок. 1307 — ?); муж: Норвиль Нортон

2-я жена: Марджери де Тванг, дочь Джона де Тванга. Детей от этого брака не было.